# ماني إن ذا بانك (2022)
ماني إن ذا بانك (بالإنجليزية: Money in the Bank)‏ هو عرض مصارعة محترفة من فئة الدفع مقابل المشاهدة وهو العرض الثالث عشر من سلسلة عروض ماني إن ذا بانك. سيقام العرض في 2 يوليو 2022 في مدينة بارادايس بولاية نيفادا الأمريكية.

## وصلات خارجية
- الموقع الرسمي